# Rodovia Ayrton Senna

El cartel de la Carretera Rodovia Ayrton Senna

Rodovia Ayrton Senna (oficialmente designada SP-070 y anteriormente llamada Rodovia dos Trabalhadores; en español, Carretera de los Trabajadores) es una carretera en el estado de São Paulo, Brasil.
La carretera comienza en la región oriental de la ciudad de São Paulo y termina en el condado de Guararema, fusionándose con Rodovia Presidente Dutra.
Las ciudades atendidas por Rodovia Ayrton Senna son Guarulhos, Itaquaquecetuba, Mogi das Cruzes, Suzano, Poá y Guararema. Continúa en la misma dirección hacia Rodovia Carvalho Pinto, que tiene la misma designación SP-070, en paralelo con la autopista Dutra.
Cerca de São Paulo, se tuvieron que utilizar técnicas especiales de ingeniería de carreteras para cruzar el área natural del pantano por el río Tietê sin dañar el ecosistema cercano. Su principal tráfico hoy en día es entre São Paulo y el Aeropuerto Internacional de São Paulo / Guarulhos (también conocido como Aeropuerto de Cumbica).
La carretera lleva su nombre en honor al fallecido piloto brasileño de Fórmula 1, Ayrton Senna. Fue administrada y mantenida por DERSA, una empresa estatal, hasta el 18 de junio de 2009. Ahora es mantenida por Ecopistas, pero es una carretera de peaje.

## Historia
El 3 de agosto de 1979, el Decreto N ° 13.756 otorgó la concesión a DERSA para la construcción y exploración de la Carretera Oriental, ahora llamada Carretera Ayrton Senna.
La carretera, anteriormente Trabajadores, tenía el primer tramo de São Paulo-Guararema construido por DERSA en 22 meses, desde junio de 1980 hasta el 30 de abril de 1982, tiene una longitud de 48,3 km, a los que se agregaron 5, correspondientes a la interconexión con la autopista Presidente Dutra en la que tiene el nombre de Access SP 070 / BR-116.
La inauguración tuvo lugar el 1 de mayo de 1982. El trabajo cumplió con una necesidad histórica, determinada por el crecimiento de la Región Metropolitana de São Paulo con acceso al Parque Ecológico de Tietê, el Aeropuerto Internacional de São Paulo / Guarulhos y la Terminal de Carga Intermodal.
Además de aliviar el tráfico que congestionó la autopista Presidente Dutra en la sección más transitada (São Paulo-Guarulhos), la autopista se convirtió en la alternativa necesaria desde hace mucho tiempo entre la ciudad de São Paulo y el Vale do Paraíba y Río de Janeiro. También comenzó a facilitar el turismo hacia la costa norte y Campos do Jordão.
Desde el 18 de junio de 2009, la concesionaria Ecopistas, del Grupo EcoRodovias, es responsable de la administración y administración de las carreteras que conforman el Corredor Ayrton Senna / Carvalho Pinto: la SP-70, que une la ciudad de São Paulo y el Valle. De la Paraíba, con 140 km de extensión.